# Isidore Bakanja
Isidore Bakanja (1885-1909) est un jeune congolais né à Bokendela dans l'actuelle province de l'Équateur. Converti au catholicisme, il devient catéchiste laïc. Embauché dans une entreprise coloniale belge, il subit la persécution du directeur de l'agence qui s'oppose avec force à l'évangélisation de ses ouvriers. Fouetté jusqu'au sang, il meurt des suites de ses blessures le 15 août 1909. 
Il est reconnu par l'Église catholique comme étant un martyr de la foi. Le pape Jean-Paul II le béatifie en 1994.

## Biographie

### Enfance
Isidore Bakanja est né vers 1885 au Congo, à Bokendela, dans la région de Mbandaka, près d'Ingende.  
Il fait partie de la tribu des Boangi, qui fait elle-même partie de la grande ethnie Mongo. Son père se nomme Yonzwa et sa mère Inyuka, il a un frère et une sœur.
Il rencontre des frères trappistes qui le baptisent le 6 mai 1906 et font son éducation religieuse. Le jour de son baptême, il reçoit le scapulaire de Notre-Dame du Mont-Carmel, scapulaire qu'il ne quittera jamais.

### Employé et catéchiste
À 18 ans, il devient aide-maçon. Il utilise ses moments libres pour évangéliser et catéchiser ses compagnons de travail. Il est décrit par ses contemporains comme un jeune homme doux, honnête, respectueux et un travailleur consciencieux. Il ne cache pas sa foi et n'hésite pas à la témoigner auprès des personnes qui lui posent des questions.
Une fois son contrat terminé, Isidore rentre dans son village. Mais peu après, il part chercher du travail dans une ville plus grande. À Busira, il trouve un poste de domestique chez Reynders (surnommé Lomame), un salarié blanc de la Société Anonyme Belge (S.A.B.), société belge exploitant le caoutchouc. Bakanja, travailleur infatigable et sincère, est apprécié là encore pour ses qualités humaines.
Il est également remarqué pour sa foi, et de nombreuses personnes le choisissent comme catéchiste afin d'apprendre de lui les bases de leur foi chrétienne. Isidore veille cependant à ce que ses activités religieuses n'interfèrent pas dans sa vie professionnelle.
Lorsque son patron, M. Reynders est nommé à Ikili pour être l'adjoint de Van Cauter, Isidore suit son patron sur son nouveau lieu de travail. Mais dans cette nouvelle ville, certains dirigeants de la S.A.B. manifestent une grande aversion envers les chrétiens : dans cette entreprise coloniale, beaucoup d’étrangers sont athées et détestent les missionnaires car « ils prennent la défense des indigènes et dénoncent les injustices qui sont commises contre eux ». Or Isidore ne cache pas sa foi, n'hésite pas à enseigner la prière à ses camarades lorsqu'ils le lui demandent et surtout, il arbore ostensiblement son scapulaire de Notre-Dame du Mont-Carmel sur sa poitrine (il travaille torse nu).

### Persécution et martyr
Le dirigeant de l'exploitation, Van Cauter, est particulièrement haineux envers les chrétiens, et lui ordonne d'enlever son scapulaire. Comme Isidore refuse, il le fait fouetter. Isidore subit l'épreuve sans sourciller. Au cours d’une seconde altercation, il lui arrache le scapulaire, le jette au sol, et fait fouetter le jeune garçon par deux « boys » qu'il menace de la même sanction si ceux-ci refusent d’obéir. Effrayés par la menace, les deux ouvriers africains exécutent la sanction, utilisant un fouet fait de peau d'éléphant avec des clous au bout. Le colon complète par des coups de pied donnés à sa victime, au sol. Isidore fidèle à sa foi, continue de prier son chapelet, et de porter son scapulaire. Van Cauter le fait à nouveau fouetter, sans réussir à le faire céder.
Lorsqu’il croise de nouveau le jeune garçon (qui porte toujours son scapulaire), pris de rage, Van Cauter lui fait donner plus de cent coups de fouet,, le corps du jeune garçon n'est plus qu'une plaie vivante : les os sont mis à nu. Après cette épreuve, Isidore Bakanja est jeté inconscient dans un cachot, les jambes enchaînées à un gros bloc, il reste quatre jours sans nourriture ni soins.
C'est à ce moment qu'arrive la nouvelle de l'arrivée imminente d'un inspecteur de la compagnie. Le gérant, Van Cauter, prend peur et décide de cacher le jeune garçon dans un autre village. Durant le transport, Isidore se laisse glisser hors du camion qui le transporte, et se cache dans les fourrés près du débarcadère. Il est découvert par un passant qui est horrifié à la vue du jeune homme couvert de plaies. Il le recueille et le conduit dans son propre village. Celui-ci racontera plus tard : « Je vis un homme, le dos labouré de plaies profondes, suppurantes et puantes, couvert de saleté, harcelé par les mouches, s'aidant de deux bâtons pour s'approcher de moi, rampant plutôt que marchant. J'interroge le malheureux : « Qu'as-tu fait pour mériter une telle punition? » Il me répond qu'étant catéchiste de la mission catholique des Trappistes de Bamanya, il avait voulu convertir les travailleurs de la factorerie et c'est pour cela que le Blanc de Yele l'avait fait fouetter avec une lourde cravache garnie de clous pointus ». 
L'inspecteur de la compagnie, Dörpinghaus, le trouve dans ce village, et le décrit comme « un corps qui n'est plus qu'une plaie purulente envahie de mouches ». Dörpinghaus fait transporter Isidore sur son bateau jusqu'à Busira pour le faire soigner, mais il est trop tard : Isidore est atteint de septicémie, l'infection ne peut plus être contenue. 
Le 24 juillet, Isidore reçoit la visite de missionnaires trappistes, les pères Grégoire Kaptein et Georges Dubrulle. Le jeune malade se confesse, reçoit l'onction des malades et la communion. Isidore leur déclare : « Père, je ne suis pas fâché. Le Blanc m'a frappé, c'est son affaire. Il doit savoir ce qu'il fait. Bien sûr qu'au ciel, je prierai pour lui ».
Isidore Bakanja décède à Ikili le 15 août 1909 des suites de ses blessures, entouré par la communauté chrétienne,.

### L’enquête
L'enquête menée par la compagnie montre que le cas d'Isidore n'est pas le seul et que les cadres de la S.A.B. n'hésitaient pas à persécuter les catéchistes et toute personne qui portait un scapulaire ou un chapelet. En 1912, soit trois ans après la mort d'Isidore, Van Cauter est condamné à deux ans de prison.

## Béatification et vénération
Le 7 juin 1917, sa dépouille est exhumée et transportée dans l'église paroissiale de l'Immaculée Conception de Bokote (en).
Il est béatifié le 24 avril 1994 par le pape Jean-Paul II lors du synode des évêques sur l'Afrique. Sa fête liturgique est célébrée le 12 août dans le Carmel (la fête de l'Assomption de Marie le 15 août étant prioritaire).
En 1999, il est déclaré patron des laïcs de la République démocratique du Congo.

## Citation
Le pape Jean-Paul II a déclaré, le 5 mai 1980, en l'église de Kisangani : 
« Je parle aussi d’un catéchiste zaïrois: Isidore Bakanja, un vrai Zaïrois, un vrai chrétien. Après avoir donné tout son temps libre à l’évangélisation de ses frères, comme catéchiste, il n’hésita pas à offrir sa vie à son Dieu, fort du courage qu’il puisait dans sa foi et dans la récitation fidèle du rosaire. »